# Multan
Multan är en stad i provinsen Punjab i Pakistan. Den är huvudort för ett distrikt med samma namn, och folkmängden uppgick till cirka 1,8 miljoner invånare vid folkräkningen 2017.
År 326 f.Kr. erövrades staden av Alexander den store, för att så på 700-talet falla i muslimska händer. 1818 erövrades området av Ranjit Singh, sikhernas ledare.